# Trysome Eatone
Trysome Eatone è un album dei Love Spit Love, pubblicato il 26 agosto 1997 per la Maverick Records.

## Tracce
Testi e musiche di Butler e Fortus, eccetto dove indicato.
1. Long Long Time – 4:18
2. Believe – 3:52
3. Well Well Well – 3:21
4. Friends – 4:43
5. Fall on Tears – 4:20
6. Little Fist – 3:20
7. It Hurts When I Laugh – 4:46
8. 7 Years – 2:56
9. Sweet Thing – 3:00
10. All God's Children – 4:29
11. More Than Money – 3:42
12. November 5 – 4:08
13. Deep Note – 3:17
14. THX & 20th Century Fox Fanfare – 0:43 (Butler, Fortus, Ferrer, Wilson)
15. Harpoon Man – 1:42 (Butler, Ferrer, Wilson)
16. I'm Blue (feat. Eiffel 65) – 4:46 (Butler, Fortus, Ferrer, Wilson)
17. (I'm Not Your) Steppin' Stone – 2:22 (Butler, Fortus, Ferrer, Wilson)

## Formazione
- Richard Butler - voce
- Richard Fortus - chitarra
- Frank Ferrer - batteria
- Chris Wilson - basso